# Alypius (Jurist)
Alypius von Thagaste (* nach 354; † um 430) war ein spätantiker römischer Jurist des 4. Jahrhunderts. Er stammte aus Thagaste in Kleinafrika (heutiges Algerien). Im Jahr 394 wurde Alypius Bischof vom Bistum Thagaste.

## Leben
Alypius wurde geboren als Sohn einer vornehmen Familie – einige Jahre nach dem Kirchenlehrer Augustinus (354–430). Wie sein enger Freund Augustinus war er anfangs Anhänger des Manichäismus.
Bekannt ist Alypius aus Briefen von Augustinus, in denen Augustinus ihn als „Bruder seines Herzens“ (frater cordis mei) bezeichnet. In den 370er-Jahren folgte Augustinus seinem Freund nach Rom, wo dieser bereits Jura studierte. Die alte Hauptstadt stellte Alypius die Weichen zu einer Karriere im Staatsdienst, die er als Assessor bei diversen Magistraten begann. So diente er beispielsweise dem Verwalter des kaiserlichen Finanzwesens (comes sacrarum largitionum), der für die fiskalischen Angelegenheiten Gesamtitaliens zuständig war. Alypius machte sich als Jurist schnell einen Namen. Er galt als mutig und unbestechlich, sodass sich sogar der comes hinter seinem Assistenten versteckte, als es einen schweren Bestechungsversuch eines Senators abzuwehren galt. Der Aufsehen erregende Fall hätte jedoch Alypius fast die Karriere gekostet.
Aus dem mitverwalteten Staatsschatz investierte Alypius intensiv in die Ausstattung von Bibliotheken. Er scheute keinen Aufwand zur Herstellung großer Klassikerausgaben der Rechtsliteratur. Hintergrund war sicherlich auch, dass der einflussreiche „Symmachuskreis“, dem in Rom der Rechtslehrer Marinian angehörte, eine Tradition hochwertiger Editionen begründet hatte und entsprechend edierte. Alypius nahm die Gelegenheit wahr, umlaufende unkritische Abschriften von Rechtswerken aus seinen Bibliotheken fernzuhalten und dabei auch für sich selbst zu edieren.
Gegen 384 gingen Alypius und Augustinus gemeinsam nach Mediolanum, wo beide schnell führende Stellungen einnahmen. Zwei Jahre später war Alypius dabei, als Augustinus sich im Garten der Villa, in der sie beide wohnten, durch das Schriftwort des Apostels Paulus endgültig zum Christentum bekehrte. Alypius folgte dem Vorbild seines Freundes. Zu Ostern 387 wurden beide, zusammen mit Augustinus’ Sohn Adeodatus, von Ambrosius in der Mailänder Kirche getauft. Das Taufbecken ist noch immer zu sehen unter dem Mailänder Dom.
In seinen Confessiones berichtet Augustinus, wie Alypius von einigen Freunden überredet wurde, in die Arena mitzukommen, um Gladiatorenspiele zu sehen.
Als Augustinus sich dann entschloss, nach Afrika zurückzukehren, folgte Alypius ihm auch dahin. Alypius wurde in diesen Jahren zur rechten Hand Augustinus’ und begleitete ihn auf wichtige Konzilien. 394 reiste er nach Bethlehem zu Hieronymus, den er wahrscheinlich schon aus seiner Zeit in Rom kannte. Grund der Reise war wohl, das Verhältnis der beiden Kirchenlehrer zu festigen.
Nach seiner Rückreise wurde er Bischof von Thagaste, Augustinus zwei Jahre später Bischof von Hippo Regius. Als Bischof bekämpfte Alypius den Pelagianismus. Im Jahr 411 war er einer der mehr als 500 Bischöfe, die nach Karthago zu einem „Religionsgespräch“ (der sogenannten collatio) geladen wurden, um das Schisma mit den Donatisten zu beenden.
Er starb um 430 eines natürlichen Todes, das genaue Datum ist nicht bekannt. Er wird sowohl in der römisch-katholischen als auch in der orthodoxen Kirche als Heiliger verehrt. Sein Gedenktag ist der 15. August. Sein Name wurde 1584 von Papst Gregor XIII. in das Martyrologium Romanum aufgenommen, wobei der Bericht des heiligen Augustinus über sein Leben den Nachweis seiner Heiligkeit hinreichend deutlich macht.